# Николай Друмев
Николай Друмев Титков е български политик от БКП.

## Биография
Роден е през 1888 г. в Шумен. От 1908 г. е член на БРСДП (т.с.). Между 1920 и 1923 г. е член на Околийския комитет на БКП в Търговище. Взема участие в Септемврийското въстание. През 1925 г. се премества да живее в София. От 1940 до 1941 г. е член на ЦК на БКП. След 9 септември 1944 г. започва работа в ЦК на Общия работнически профсъюз. Бил е заместник-директор на ДСП „Строителни материали“ и директор на ДСП „Средец“..